# Leszek Mrozewicz
Leszek Mrozewicz (ur. 5 listopada 1951 w Myśliborzu) – profesor nauk humanistycznych, polski naukowiec, historyk specjalizujący się w dziedzinie historii antycznej (w szczególności starożytnego Rzymu), wykładowca UAM i UKW.

## Życiorys
Studiował historię i uzyskał magisterium w Uniwersytecie im. Adama Mickiewicza w Poznaniu.
Doktorat w 1979 r. na podstawie rozprawy Rozwój ustroju municypalnego a postępy romanizacji w Mezji Dolnej (promotor: Stefan Parnicki-Pudełko). Habilitacja w 1988 r. na podstawie rozprawy Arystokracja municypalna w rzymskich prowincjach nad Renem i Dunajem w okresie Wczesnego Cesarstwa (I-III w.). Tytuł naukowy profesora nadany w 1996 r. W latach 1997–2012 kierownik Zakładu Historii Społeczeństw Antycznych Instytutu Historii przy Wydziale Historycznym Uniwersytetu im. Adama Mickiewicza w Poznaniu, a od 2009 do 2020 dyrektor naukowy Instytutu Kultury Europejskiej w Gnieźnie. Na szczeblu centralnym UAM do 2008 r. pełnił funkcję przewodniczącego komisji dyscyplinarnej dla nauczycieli akademickich, aktualnie od 2008 r. zasiada w Senacie UAM. Do jego zainteresowań naukowych należą historia wczesnego Cesarstwa Rzymskiego (I-III w.); dzieje prowincji rzymskich nad Renem i Dunajem (badanie strefy limesowej); procesy urbanizacji, municypalizacji, romanizacji Imperium Romanum; prozopografia i epigrafika. Laureat nagrody Człowiek Roku Mediów Lokalnych 2011.
Od 1998 jest równocześnie wykładowcą Uniwersytetu Kazimierza Wielkiego w Bydgoszczy. Był również wykładowcą w Wyższej Szkole Bezpieczeństwa w Poznaniu.
Wykładał gościnnie w Niemczech (Augsburg, Erlangen, Hanower, Heidelberg, Kilonia, Moguncja), Austrii (Wiedeń), Szwajcarii (Berno, Fryburg, Zurych), w Rzymie (Uniwersytet La Sapienza) i Paryżu (Uniwersytet Sorbony).
Sekretarz redakcji (1981-2004), następnie redaktor czasopisma „Eos”, najpoważniejszego polskiego pisma poświęconego kulturze antycznej. Redaktor „Balcanica Posnaniensia”, „Fontes Historiae Antiquae” i „Xenia Posnaniensia”, „Xenia Posnaniensia, series altera” i „Xenia Posnaniensia. Monografie”.
Należy do Komitetu Nauk o Kulturze Antycznej Polskiej Akademii Nauk, pełni w nim funkcję wiceprzewodniczącego. Przewodniczył (1992-1997, 2000-2002) Komisji Historii Starożytnej Polskiego Towarzystwa Historycznego. Sekretarz generalny Poznańskiego Towarzystwa Przyjaciół Nauk, członek Polskiego Towarzystwa Filologicznego i Międzynarodowego Stowarzyszenia Epigrafiki Greckiej i Łacińskiej (Association Internationale d’Epigraphie Grecque et Latine), wchodzi w skład jego Komitetu (druga kadencja). Uczestniczy w wielu projektach badawczych, także o wymiarze międzynarodowym. Beneficjent kilku grantów Komitetu Badań Naukowych.
Doktor honoris causa Uniwersytetu Wrocławskiego (2022).

## Odbyte stypendia naukowe
Członek (1976-88) Ekspedycji Archeologicznej UAM w Novae na terenie dzisiejszej Bułgarii. Stypendysta Uniwersytetu w Kilonii (1983-1984), Fundacji Leibniza (Heidelberg, 1989), Niemieckiego Instytutu Archeologicznego (Frankfurt n. Menem, 1992), Fondation Hardt w Szwajcarii (1995), Instytutu Janineum (Wiedeń, 1997-2000), The Ohio State University (Columbus, 2003).

## Działalność społeczno-naukowa
Aktualnie pracuje nad książką o paleografii inskrypcji łacińskich z rzymskiego obozu wojskowego (legionowego) w Novae nad Dunajem (w dzisiejszej Bułgarii).
Zaangażowany jest w projektach „Erasmus-Sokrates” i „Erasmus Mundus”. Wypromował ponad stu magistrów, jedenastu doktorów. Jako recenzent uczestniczył w siedemnastu przewodach doktorskich i dziewięciu habilitacyjnych, trzykrotnie opiniował wniosek o nadanie tytułu profesora. Był również promotorem przewodu doktorskiego honoris causa dla prof. Tadeusza Kotuli w 2007 r. (UAM) oraz prof. Karola Modzelewskiego w 2009 r. (UKW). Członek zarządu Fundacji Historycznej im. Profesora Henryka Łowmiańskiego.
Z jego inicjatywy Akademia Bydgoska podjęła współpracę, w ramach programu „Sokrates”, z Uniwersytetami w Moguncji (Mainz, Niemcy), Saragossie (Zaragoza, Hiszpania) i ostatnio Ratyzbonie (Regensburg, Niemcy). Dzięki temu studenci historii (w sumie siedem osób) mogą wyjeżdżać do tych ośrodków na półroczne studia, dofinansowywane przez Unię Europejską. W Instytucie Historii AB zorganizował wykłady profesorów zagranicznych z Moguncji (Leonhard Schumacher), 2001, Klagenfurtu (Karl Strobel, 2002), Saragossy (Francisco Pina Polo, 2002) i Frankfurtu nad Menem (Siegmar von Schnurbein, 2004). Studenci historii brali także udział w organizowanych przez prof. L. Mrozewicza ekspedycjach (seminariach) naukowych w Grecji (1999), na Sycylii (2000), w Prowansji (2001) i Rzymie (2002). W Uniwersytecie Kazimierza Wielkiego prowadzi aktualnie trzy przewody doktorskie. W dniach 14–15 marca 2007, w 2050. rocznicę zamordowania Juliusza Cezara, na terenie Uniwersytetu im. Adama Mickiewicza zorganizował ogólnopolską konferencję naukową „Idy Marcowe – 2050 lat później’, omawiającą życie, działalność, okoliczności śmierci oraz udział w historiografii, kulturze i sztuce Cezara.

## Publikacje

### Wybrane książki
- Rozwój ustroju municypalnego a postępy romanizacji w Mezji Dolnej, Wydawnictwo Naukowe UAM, Poznań 1982
- Arystokracja municypalna w rzymskich prowincjach nad Renem i Dunajem w okresie Wczesnego Cesarstwa, Wydawnictwo Naukowe UAM, Poznań 1989.
- (współautorstwo) Inscriptions latines de Novae, Wydawnictwo Naukowe UAM, Poznań 1992
- Legioniści mezyjscy w I wieku po Chrystusie, Wydawnictwo VIS, Poznań 1995
- Starożytność, Wydawnictwo Poznańskie, Poznań 1999 (wyd. drugie 2001)
- Historia. Dzieje starożytne. Podręcznik dla I klasy liceum ogólnokształcącego, liceum profilowanego i technikum (wspólnie z Robertem Śniegockim), Wydawnictwo Arka, Poznań 2002
- Roman Empire during the Reign of the Flavians, wyd. IHUW, Warszawa (2010)

### Wybrane artykuły
- Une inscription latine en l’honneur de Septime Sévere et de sa famille, nouvellement découverte à Novae, Archeologia t. 28:1977 (wyd. 1978), s. 117 124.
- Res municipalis w Mezji Dolnej, Antiquitas (Acta Universitatis Wratislaviensis nr 449) t. 8, 1979, s. 139 146.
- Einige Bemerkungen zur demographischen Struktur Novae, Eos t. 68, 1980 s. 349 354.
- Municipium Novae: problem lokalizacji, [w:] Novae-Sektor Zachodni 1976, 1978, Poznań 1981, s. 197–200.
- Munizipalaristokratie in Moesia inferior, Eos t. 70, 1982,s. 299 318.
- Origo felicissimorum temporum à Novae, Archeologia t. 31:1980 (wyd. 1982), s. 101 112.
- Inskrypcje łacińskie z Novae, Archeologia t. 31:1980 (wyd. 1982), s. 157–166.
- Ein neuer römischer Senator aus Novae (Moesia inferior), Zeitschrift für Papyrologie und Epigraphik, t. 57, 1984, s. 179 180.
- Victoria Aug(usta) Panthea Sanctissima, Zeitschrift für Papyrologie und Epigraphik t. 57, 1984, s. 181 184.
- Die Romanisierung der Provinz Moesia inferior. Eine Problemskizze, Eos t. 72, 1984, s. 375 392.
- Les plombs de Novae, Archeologia t. 32:1981 (wyd. 1984), s. 79 84.
- Romanizacja Mezji Dolnej – zarys problemu, Balcanica Posnaniensia, t. 1, 1984, s. 109 124.
- Ze studiów nad rolą canabae w procesie urbanizowania terenów pogranicza reńsko-dunajskiego w okresie Wczesnego Cesarstwa, Balcanica Posnaniensia t. 3, 1984, s. 285 297.
- Roman military settlements in Lower Moesia (1rt – 3rd C.), Archeologia t. 33,1982

(wyd. 1985), s. 79–105.
- Quadriviae in Novae (Moesia inf.), Eos t. 73, 1985, s. 167 169.
- Domo Cappadocia. Zu einer Veteraneninschrift aus Novae (Moesia inferior), Eos t. 73, 1985, s. 297–300.
- Legio I Italica i legio XX Valeria victrix: Związki wzajemne, Eos t. 74, 1986, s. 303 308.
- Inskrypcje łacińskie z Novae, Archeologia t. 35, 1984 (wyd. 1986), s. 142 148.
- Odciski stempli na ceramice budowlanej z Novae, Archeologia t. 35, 1984 (wyd. 1986), s. 148–153.
- Przesiedlenia ludnościowe na rzymską stronę Renu i Dunaju w okresie Wczesnego Cesarstwa (do wojen markomańskich) (Les déplacements de populations sur la rive romaine du Rhine et du Danube sous le Haut-Empire, jusqu’aux guerre contre les Marcomans), Eos t. 75, 1987s. 107 128.
- Inskrypcje łacińskie z Novae (kampanie wykopaliskowe 1984 i 1986), Archeologia t. 39, 1988 s. 172 178.
- Domo Dacia (zu AE 1957, 306), Zeitschrift für Papyrologie und Epigraphik t. 78, 1989, s. 163 164.
- (Współautorstwo) Deus Aeternus in Novae (Moesia inferior), Zeitschrift für

Papyrologie und Epigraphik t. 78, 1989, s. 178 184.
- Die Veteranen in den Munizipalräten an Rhein und Donau zur Hohen Kaiserzeit (1. 3. Jh.), Eos t. 77, 1989, s. 65 81.
- Die punischen Kriege in der polnischen Geschichtsschreibung, Studia Phoenicia t. 10, 1989, s. 345 352.
- Arystokracja municypalna w rzymskich prowincjach nad Renem i Dunajem (I-III w.): szkic do portretu, Meander t. 47, 1992, z. 3 4, s. 155 168.
- Soziale Mobilität der Munizipalaristokratie in den Rhein-Donau-Provinzen: Aufstieg in den Ritterstand (I.- III. JH.), [w:] La mobilité sociale dans le monde ro-main (Université des Sciences Humaines des Strasbourg. Contributions et travaux de l’Institut d’Histoire Romaine V), Strasbourg 1992, s. 215 221.
- Prosopographia Moesiaca I: Valerius O(...)tianus, Zeitschrift für Papyrologie

und Epigraphik, t. 95, 1993, s. 221 225 (= Prosopographica, Poznań 1993, s. 43 48)
- Canabenses, consistentes et la question du loyalisme d’État dans les provinces limitrophes, [w:] L’epigrafia del villagio (Epigrafia et antichità, 12), Faenza 1993, s. 91 100.
- Prosopographia Moesiaca. Programmprämissen, [w:] Prosopographica, Poznań 1993, s. 7 21.
- Die Statthalter des ungeteilten Moesien, [w:] Prosopographica, Poznań 1993, s. 23–34.
- Laurentes Lavinates und die Provinz Dakien (Ein Beitrag zur Geschichte der

Romanisierung), [w:] Prosopographica, Poznań 1993, s. 217 225.
- Exempla Prosopographica, [w:] Studia Moesiaca, Poznań 1994, s. 9–24.
- Przedstawiciele ordo senatorius na terenie prowincji Mezji do jej podziału w r. 86, [w:] Studia Moesiaca, Poznań 1994, s. 25–39.
- Przedstawiciele ordo equester działający na terenie Mezji (do r. 86), [w:] Studia Moesiaca, Poznań, s. 41–65.
- Milites auxiliarii na obszarze Mezji (do r. 86), [w:] Studia Moesiaca, Poznań 1994, s. 67–85.
- Exempla prosopographica II, [w:] Studia Moesiaca II, Poznań 1994, s. 9–18.
- Inschriften in Militärlagern: Formular, Stifter und Ausführer. Einwirkung, [w:] Acta Colloqui Epigraphici Latini Helsingiae 3.-6. sept. 1991 habiti, ediderunt H. Solin, O. Salomies, U.-M. Liertz, Helsinki 1995, s. 313–318.
- Struktury municypalne w rzymskich prowincjach nad Renem i Dunajem (I-III w.), [w:] Pamiętnik XV Powszechnego Zjazdu Historyków Polskich, t. I cz. 1 pod red. J. Staszewskiego. Toruń 1995, s. 83–89.
- „...non debuerit in me differri...” Tiberius Plautius Silvanus Aelianus et Néron, Eos, t. 82, 1984, s. 267–271.
- Jupiter mit Adler. Eine unveröffentlichte römische Bildlampe aus Mainz, [w:] „Nunc de Suebis dicendum est”. Studia archaeologica et historica Georgio Kolendo ab amicis et discipulis dicata. Studia ofiarowane profesorowi Jerzemu Kolendo w 60-lecie urodzin i 40-lecie pracy naukowej, Warszawa 1995, s. 199–203.
- L’Empire romain dans l’<> de Joachim Lelewel, [w:] L’Image de l’Antiquité chez les auteurs postérieurs, Poznań 1996, s. 67–73.
- Kleinorteliten in den Nordprovinzen des Römischen Reiches, Antiquitas XXII (= Acta Universitatis Wratislaviensis No 1874), Wrocław 1997, s. 115–122.
- Fragmentary Latin inscriptions (1994-1995), Archeologia t. 48, 1997 (wyd. 1998), s. 41–42.
- Les villes de la Dacie et de Germanie supérieure face à la chute du limes vers le milieu du IIIème siècle, [w:] Les empereurs illyriens. Actes du colloque de Strasbourg(11-13 octobre 1990) organisé par le Centre de Recherche sur 'Europe centrale et sud-orientale, edités par Edmond Frézouls et Hélene Jouffroy, Strasbourg 1998, s. 35–41.
- Społeczeństwo municypalne a ekwici: na przykładzie północnych prowincji nadgranicznych Cesarstwa Rzymskiego, [w:] Scripta Minora 3, 1999 (Aetas Imperatoria), s. 199–267.
- Grenze als Faktor der Stadtentwicklung in den Grenzprovinzen des Römischen Reiches, [w:] Scripta Minora 3, 1999 (Aetas Imperatoria), s. 337–345.
- Munizipalgesellschaft und römische Ritter. Das Beispiel der Nordprovinzen des Römischen Reiches, [w:] L’Ordre équestre. Histoire d’une aristocratie (IIe siecle av. J.-C. – IIIe siecle ap. J.-C.), Rome 1999, s. 31–78.
- Zwischen Bedrohung und Normalität: Epigraphik der Umbruchszeit.Moesische Provinzen angesichts der Krise der römischen Welt, [w:] XI Congresso Internazionale di Epigrafia Greca e Latina. Atti, Roma 1999, s. 467–479.
- Prosopographia Moesiaca II: L. Aelius Catus, Eos 86, 1999, s. 103–105.
- Aulus Caecina Severus, legatus Augusti exercitus Moesiae, Eos, t. 86, 1999, s.
- Społeczeństwo a armia w rzymskich prowincjach nad Dunajem (od I do III wieku),

Nasze Historie 5, 2000, s. 7–18.
- Antyk źródłem integracji europejskiej, [w:] Poszukiwanie Europy (Studia Europaea 1), Poznań 2000, s. 15–26
- Amicitia Romana. Die „freundliche” Politik des Kaisers Claudius in den Donauländern, [w:] Aspects of Friendship in the Graeco-Roman World. Proceedings of a conference held at the Seminar für Alte Geschichte, Heidelberg, on 10-11 June, 2000, edited by M. Peachin, Portsmouth 2001 (Journal of Roman Archaeology, Supplementary series 43), s. 109–119.
- C. Petillius Q. f(ilius) Pom(ptina) t(ribu) Firmus in Moesien, Eos 88, 2001, s. 75–79
- Prowincje naddunajskie w polityce cesarza Klaudiusza, Res Historica 14, 2002 (Graecorum et Romanorum memoria II), s. 145–161
- C. Licinius Mucianus und Moesien (= Prosopographia Moesiaca 6), Eos 89, 2002, s. 321–323
- Prosopographia Moesiaca [7]: T. Clodius M. f. Fal(eria tribu) Eprius Marcellus: legatus legionis IV Scythicae (?), [w:] Antyk i barbarzyńcy. Księga dedykowana Profesorowi Jerzemu Kolendo w siedemdziesiątą rocznicę urodzin, red. A. Bursche, R. Ciołek, Warszawa 2003, s. 311–312
- Via et imperium – Strassenbau und Herrschaft in römischer Welt, [w:] Siedlung und Verkehr im Römischen Reich. Festschrift H.E. Herzig, hrsg. von Regula Frei-Stolba, Bern-Frankfurt a. M. 2004, s. 345–359
- Legio XV Apollinaris und die Dakerkriege Domitians, [w:] Orbis Antiquus, Cluj

2004, s. 630–632.

### Redakcje czasopism i prac zbiorowych, książek innych autorów
1. Balcanica Posnaniensia. Acta et studia, Poznań, tomy 1-7 (1984-1995)
2. Eos. Commentarii Societatis Philologae Polonorum (od roku 1981 do chwili obecnej)
3. Xenia Posnaniensia. Wykłady Gościnne w Zakładzie Historii Starożytnej UAM (1992-1996)
4. Xenia Posnaniensia, series altera. Wykłady Gościnne w Zakładzie Historii Społeczeństw Antycznych (od 1997 do chwili obecnej).
5. Xenia Posnaniensia. Monografie (t. 1: 2002; t. 2: 2004; t. 3: 2004)
6. Fontes Historiae Antiquae. Zeszyty Źródłowe Zakładu Historii Społeczeństw Antycznych (od 1998 do chwili obecnej)
7. G. Alföldy, Historia społeczna starożytnego Rzymu, Poznań 1991, 1998, 2003
8. Prosopographica (z K. Ilskim), Poznań 1993
9. Studia Moesiaca (z K. Ilskim), Poznań 1994
10. Studia Moesiaca II (z K. Ilskim), Poznań 1994
11. S. Parnicki-Pudełko, The episcopal basilica in Novae, Poznań 1995
12. L’Image de l’Antiquité chez les auteurs postérieures, Poznań 1996 (z I. Lewandowskim)
13. Aetas imperatoria, Poznań 1999 (= Scripta minora 3) (z K. Ilskim)
14. P. Zanker, August i potęga obrazów, Poznań 1999
15. W. Pająkowski, Die Illyrier. Illyrii proprie dicti, Poznań 2000
16. Poszukiwanie Europy. Studia Europaea I, Poznań 2000 (z A.W. Mikołajczakiem)
17. Miasto w starożytności, Poznań 2004 (z K. Balbuzą)